# Clemenskapelle (Eisenach)

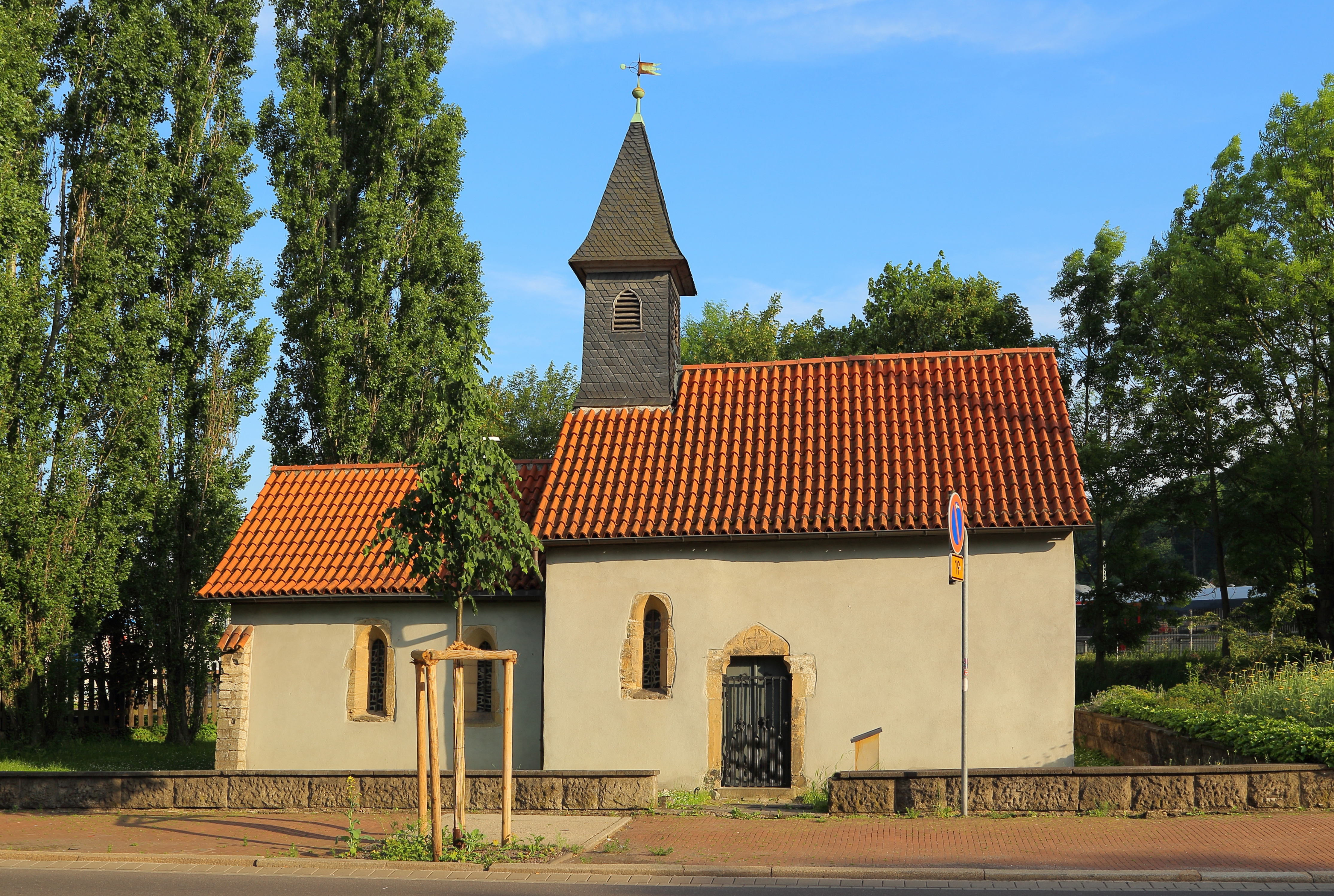
Clemenskapelle, Ansicht von Nordwesten

Die Clemenskapelle ist eine kleine Kapelle in Eisenach. Das Baudenkmal stammt vermutlich aus dem 13. Jahrhundert.

## Geschichte
Die dem Heiligen Clemens geweihte Kapelle wurde im Zusammenhang mit einem hier ursprünglich befindlichen Aussätzigenhaus 1295 erstmals urkundlich erwähnt. Es wird vermutet, dass der Landgraf Hermann I. bei der Gründung des Katharinenklosters im Jahr 1214 die Aussätzigen aus dem dort befindlichen Hospital vor das Nikolaitor verbannte, wo dann das Aussätzigenhaus und die Kapelle entstanden.

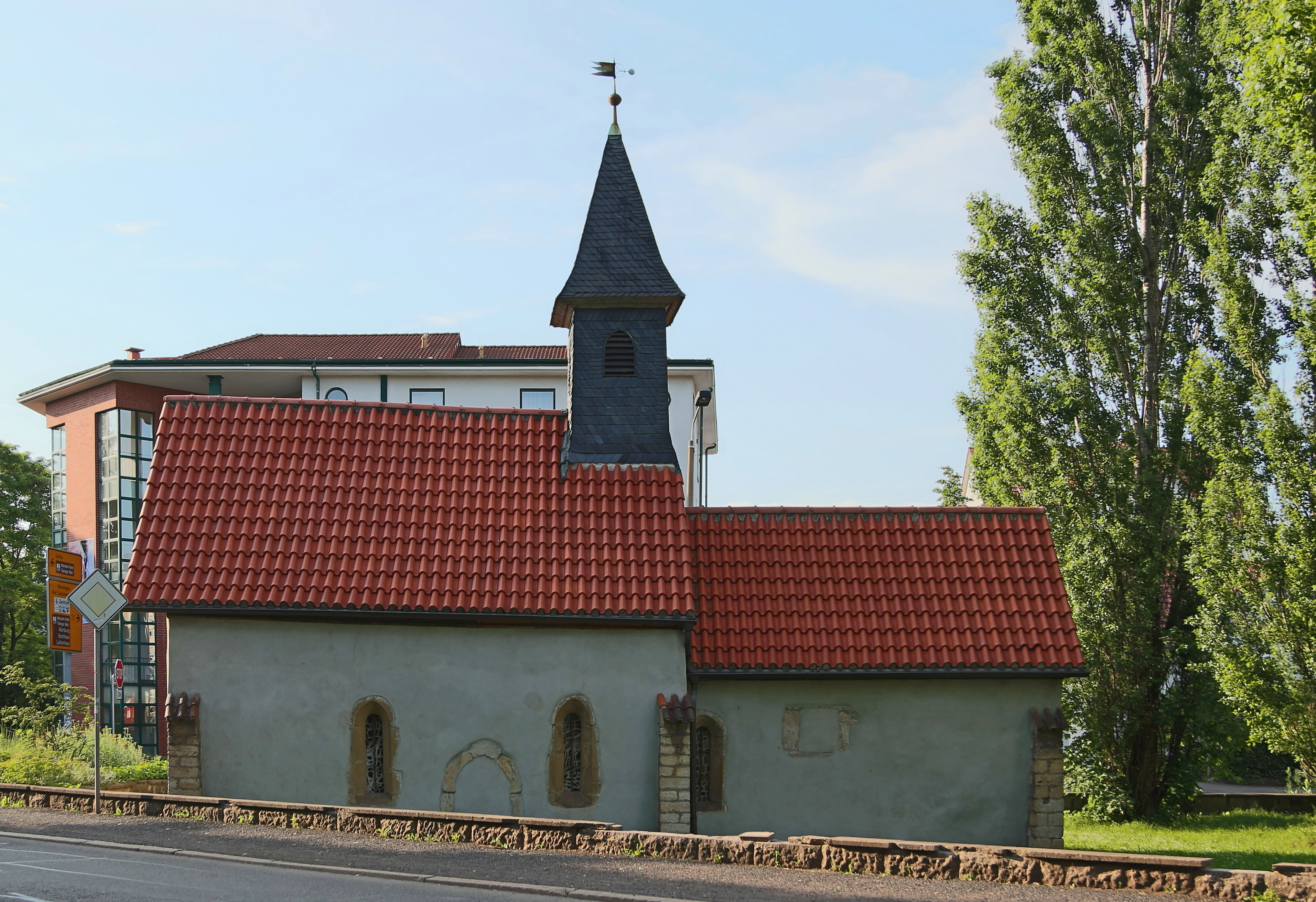
Clemenskapelle, Ansicht von Südosten

Bis in das 17. Jahrhundert wurde die Kapelle für Gottesdienste genutzt. Beim Durchzug französischer Truppen 1813 wurde das Gebäude schwer beschädigt. Es diente nun über 40 Jahre als Holzlager und Ziegenstall. 1866, die Kapelle gehörte inzwischen zum Sankt-Annen-Hospital und dessen Stiftung, erfolgte unter Großherzog Carl Alexander von Sachsen-Weimar-Eisenach eine Wiederherstellung. Ab 1906 war die Kapelle jedoch wieder dem Verfall preisgegeben, bis 1929 eine Erneuerung durch die evangelisch-lutherische Kirchengemeinde Eisenachs erfolgte. In den Jahren 2003 und 2004 wurde die Kapelle durch die Sankt-Annen-Stiftung umfangreich saniert.

## Gebäude
Die Mauern, die Fenster der Nord- und Ostseite sowie einige Details stammen noch aus der Bauzeit der Kapelle im 13. Jahrhundert. Das Gebäude besteht im Inneren aus zwei Bereichen: Der Hauptraum (Schiff) besitzt eine Länge von nur 5,92 Meter und eine Breite von 4,47 Meter; der anschließende Chor ist 5,50 Meter lang und 2,80 m breit. Der heutige Zugang erfolgt von Norden, eingangs der Langensalzaer Straße. Die Kapelle verfügt über mehrere, spitzbogige, aber recht schmale Fenster, die mit farbigem Glasscheiben gefüllt sind. Auf dem ziegelgedeckten Dach ist mittig ein Glockentürmchen aufgesetzt. Im Inneren der Kapelle erkennt man noch einige romanische Baureste aus der Entstehungszeit.
Beim Rückzug der Franzosen 1813 durch Eisenach erlitt sie erhebliche Beschädigungen, und es ist der Leitung des St.-Annen-Hospitals und dem Geheimrat Thon, dem „Commisair des Armenwesens“, zu danken, dass die Kapelle für gottesdienstliche Handlungen wieder instand gesetzt wurde.
In diesem Zusammenhang stützte man auch die Außenwände durch vier Strebepfeiler ab, entfernte einen Anbau an der Nordseite und zog im Inneren eine hölzerne Flachdecke ein.
Ein Katasterplan von 1840 zeigt die Kapelle umgeben von einem Hospitalgebäude – dem „Männersiechenhaus“ und weiteren Nebengebäuden inmitten eines Wiesen- und Gartengeländes, dem ehemaligen Friedhof des Spitals.
Infolge der Stadterweiterung, verbunden mit Eisenbahn- und Straßentrassierung, wurden ab 1904 die Clemensstraße und die Langensalzaer Straße unmittelbar neben der Kirche projektiert, dies führte mehrfach zu Bauschäden am Mauerwerk der Kapelle. 1965 wurde das Bauwerk neu gedeckt, verputzt und renoviert.
Eine letzte umfassende Sanierung der Kapelle erfolgte im Auftrag der „Sankt-Annen-Stiftung Eisenach“ in den Jahren 2003 bis 2004. Risse im Gemäuer und Befall mit dem Echten Hausschwamm machten die Sanierung und Stabilisierung des Bauwerkes erforderlich. Bei der Sanierung wurde ein offenporiger Sanierputz aufgetragen, der auf Grund seiner Diffusionseigenschaften die Feuchtigkeit aus dem Mauerwerk herauslassen kann. Der Verputz war notwendig geworden, um die Stabilität des Bauwerkes zu erhalten, zu dessen Stabilisierung zusätzlich Gewindestangen ins Mauerwerk eingebracht wurden. Zur Trockenlegung des bis zu 90 Zentimeter triefen Fundamentes wurden um das Bauwerk herum Drainagesteine und Knotten eingebracht, um Feuchtigkeit aufsteigen lassen und ableiten zu können. Trotz stetiger Erschütterungen durch den Straßenverkehr auf der am Bauwerk vorbeiführenden Bundesstraße 19 sind seit der Maßnahme keine statischen Risse mehr im Gebäude aufgetreten, auch wenn der 2003 aufgebrachte Putz Anfang 2014 erste Risse aufweist.